# Nikki Delano
Nikki Delano, née le 12 avril 1986 à Brooklyn à New York, est une actrice américaine de films pornographiques.

## Filmographie

### Distinctions
Récompenses
- 2012 : NightMoves Award : Best Latina Performer (Editor's Choice)
- 2013 : NightMoves Award : Best Ass (Editor’s Choice)
- 2014 : NightMoves Award : Best Butt (Editor’s Choice)

Nominations
- 2012 : Exotic Dancer Award : Adult Movie Feature Entertainer of the Year
- 2012 : NightMoves Award : Best Feature Dancer
- 2012 : NightMoves Award : Best Ass
- 2012 : XBIZ Award : New Starlet of the Year
- 2013 : AVN Award : Best Three-Way Sex Scene (B/B/G) - Flesh Hunter 11 avec Chris Strokes et Jordan Ash
- 2013 : NightMoves Award : Best Ethnic Performer
- 2013 : NightMoves Award : Best Social Media Star
- 2013 : XBIZ Award : Performer Site of the Year - NikkiDelano.com
- 2014 : AVN Award : Unsung Starlet of the Year